# مفاعل غوندريمنغن
محطة الطاقة النووية غوندريمنغن (بالألمانية: Kernkraftwerk Gundremmingen) هو مفاعل نووي لإنتاج الطاقة الكهربائية، ويقع بالقرب من مدينة غوندريمنغن على نهر الدانوب في بافاريا بألمانيا. تبلغ قدرته على إنتاج الكهرباء 1344 مليون وات (الوحدة سي) وكانت أقوى محطة نووية لإنتاج الكهرباء في ألمانيا، وهو آخر وحدة من ضمن ثلاثة وحدات بهذا الحجم تقريبا أو أصغر قليلا. طبقا لقانون الطاقة النووية الألماني، بند 7 الصادر في 2011 أغلقت وحدة المفاعل بي في يوم 31 ديسمبر 2017 ؛ وستتبعه الوحدة سي في عام 2021 على الأكثر.
بعد كارثة فوكوشيما باليابان قررت الحكومة الألمانية أغلاق جميع مفاعلاتها النووية خلال سنوات قليلة تحت ضغط الجمهور الألماني، واستبدالها بمحطات قوى ليست نووية تشرع في بنائها.
مفاعل غوندريمنغن هو آخر مفاعل يعمل كمفاعل الماء المغلي في ألمانيا. وهو ملك شركة غوندريمنغن المساهمة المحدودة، تتقاسم فيه شركتان كبيرتان هما «أر دبليو إي باور» بنسبة 75% و «برويسن إلكترا» بنسبة 25%.
طلب حزب الخضر في ألمانيا بإجراء فحص بالنسبة لأمان المفاعلات ضد الزلازل، وجاءت النتيجة بأن الأمان ضد الزلازل غير كافي. يناء على هدا التقرير طالب حزب الخضر في مارس 2017 بإغلاق الوحدتين بي وسي على الفور. وقد استجابت الحكومة الألمانية وأمرت بإغلاق المفاعل بي في 31 ديسمبر 2017، ولكي لا يحدث نقص في إنتاج الكهرباء في ألمانيا تركت المفاعل سي يعمل لإنتاج الكهرباء بحد أقصى حتى عام 2021.

## المفاعلات الثلاثة

### الوحدة A

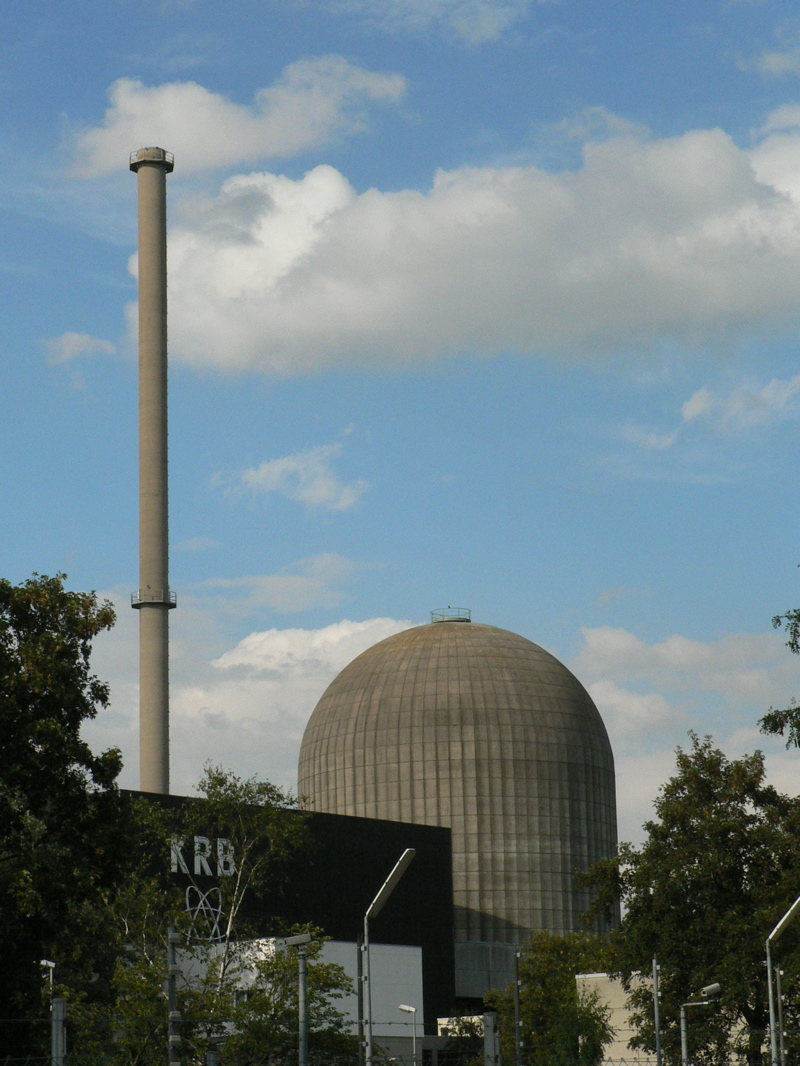
الوحدة إيه التي أغلقت

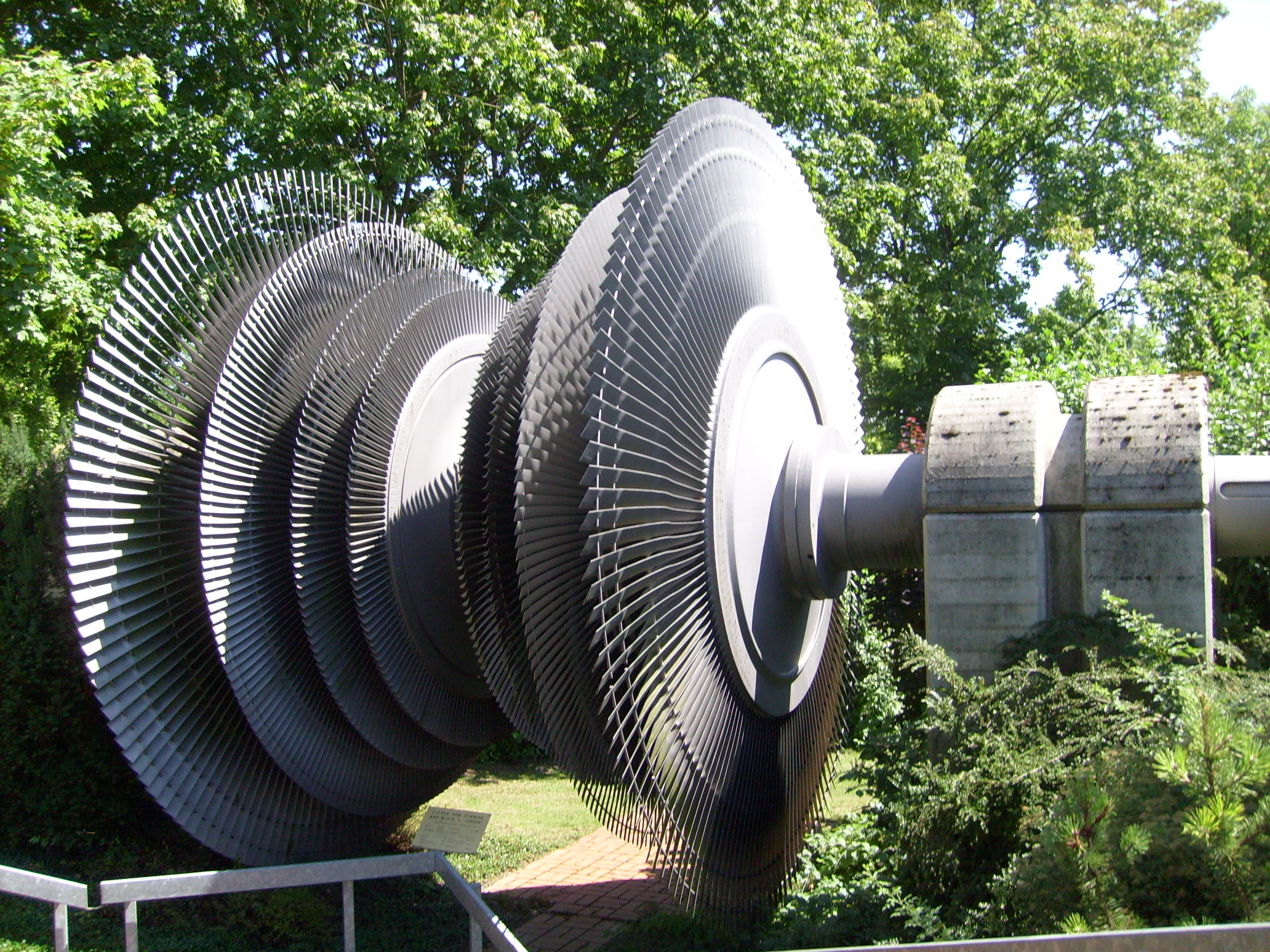
محور التوربين للمفاعل إيه معروضة أمام مركز استعلامات المفاعل.

كانت الوحدة إيه مفاعل الماء المغلي بقدرة 237 ميجاوات وعملت بين عامي 1966 حتى 1977 حتى حدث فيها حادث في 13 يناير 1977 فأغلق على الفور. وبدأت إزالة مكوناته في عام 1983.
أدى الحادث إلى فساد يعتبر إصلاحه غير اقتصادي بسبب الإشعاع.
وقررت وزارة البيئة والصحة وحماية المستهلك لولاية بافاريا في عام 2006 بناء مركز تقني في موقع الوحدة إيه للاستفادة من الموقع، بغرض القيام بالأعمال التالية:
- تجهيز المواد المشعة الموجودة في مبنى المفاعل بغرض التخلص منها،
- إنتاج أدوات وأجهزة تجهيز النفايات المشعة وتخزينها،
- العناية وصيانة بالأجزاء المشعة الضخمة،
- معالجة النفايات المشعة وتعبئتها في أوعية سميكة من الصلب أو الأسمنت بحسب شدة إشعاععها،
- تخزين النفايات التي تم معالجتها وحفظها حتى نقلها، وهذا ينطبق على النفايات التي عولجت وكذلك التي لم يتم معالجتها بعد - حتى يتم نقلها والتخلص منها.[3]

وفي إطار الترخيص المصرح به من الجهات الرسمية يمكن التخلص من غازات مشعة عن طريق المدخنة، وذلك بحد أقصى يبلغ 50 مليون بيكريل في السنة، وهذا بالنسبة للغازات والغبار المشع الذي لا يتعدى عمر النصف له أكثر من 8 أيام؛ ماعدا اليود المشع
(131I) فهو بحد أقصى في السنة 0,5 MBq وللتريتيوم المشع بحد أقصى 100.000 MBq .

### المفاعلان B و C

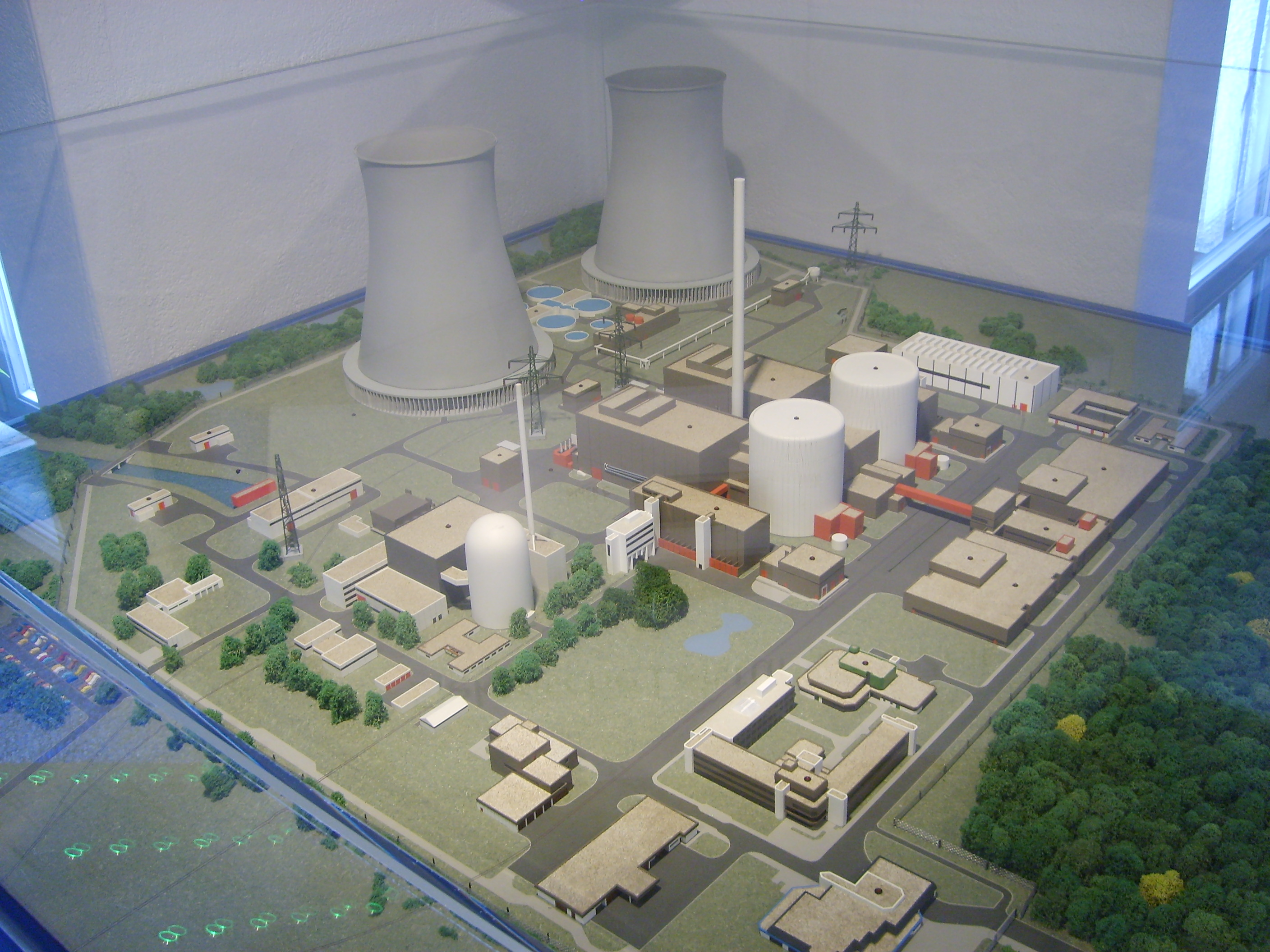
نموذج صغير للمفاعلين بي وسي معروض في مركز استعلامات المفاعل

المفاعلان بي وسي متجاوران وبناؤهما متماثل. كل وحدة منهما تتكون من مبنى المفاعل وصالة التوربين، وبرج تبريد عالي يصل ارتفاعه إلى 161 متر. يوجد بكل مفاعل منهما 136 طن من الوقود النووي. الوقود النووي معبأ في وحدات للوقود كل وحدة وقود منها بها نصف طن وقود نووي. تبقى وحدات الوقود في المفاعل لتشغيله 5 سنوات؛ إلا أن خمسها يـُستبدل كل سنة بوحدات نووية غير مستعملة.
ماء التبريد الذي يتحول جزء منه إلى سحاب بمعدل 7و0 متر مكعب / ثانية عن طريق برجي التبريد يأتي من قناة متفرعة من نهر الدانوب، وهي تبعد 4و1 كيلومتر عن المفاعل. وأما جزء ماء التبريد الذي لا يتطاير كبخار ماء يُعاد إلى نهر الدانوب بواسطة أنابيب كبيرة تحت الأرض.

## مخزن مؤقت للوقود النووي

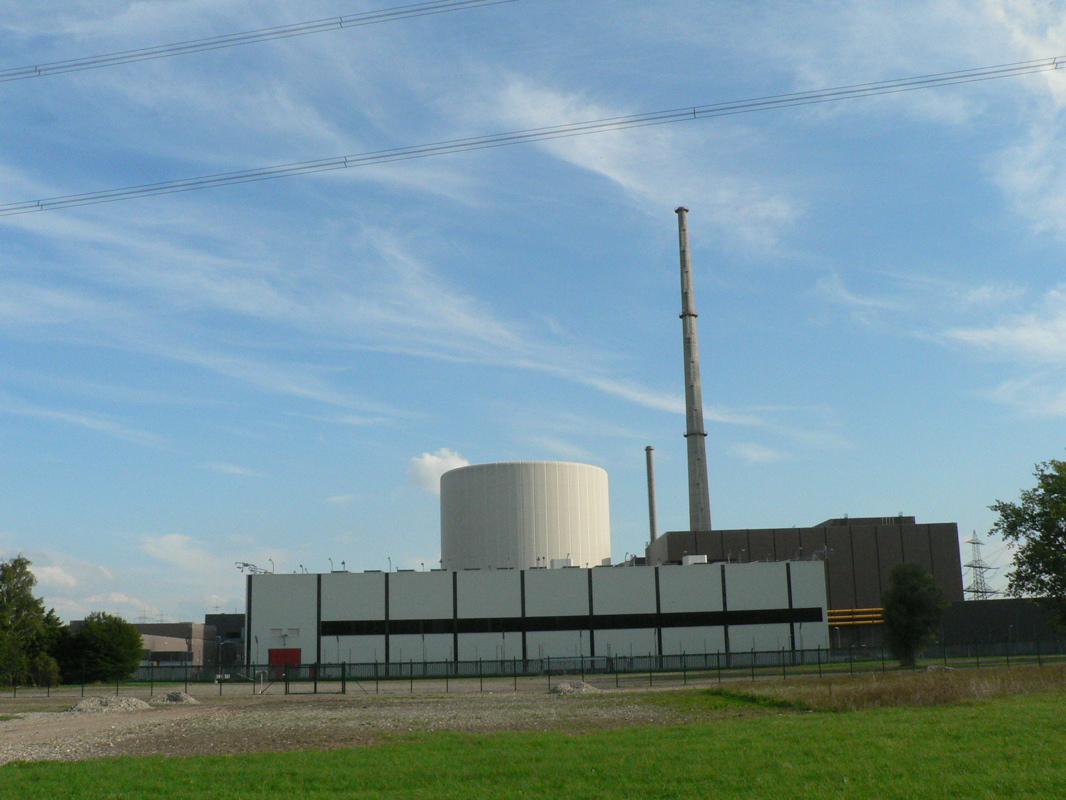
مخزن الوقود المستهلك من الخارج ، بحجم 192 صندوق تخزين.

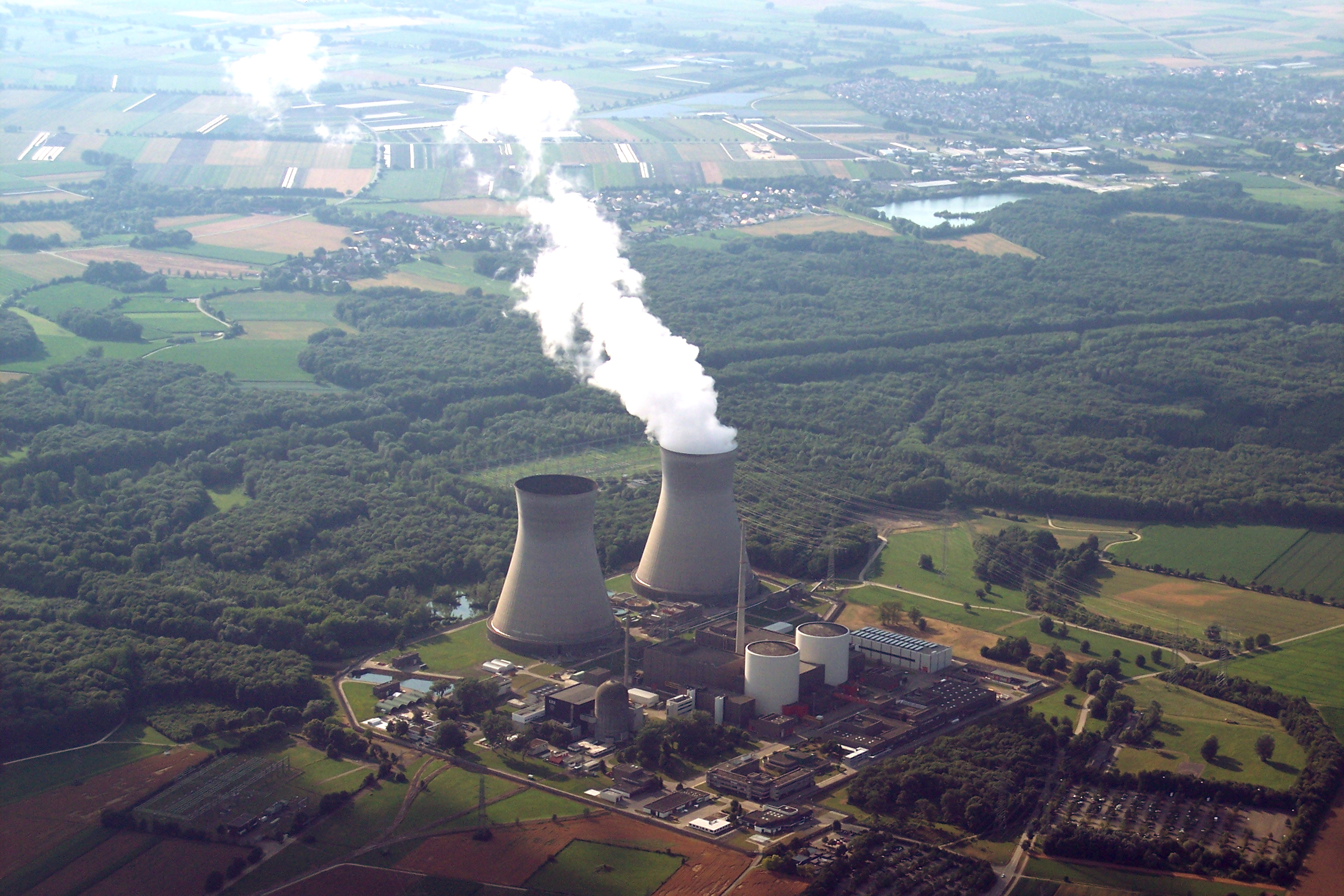
صورة من الجو لموقع مفاعلات غوندريمنغن

بني على ساحة المفاعلات مخزن خرساني مؤقت في عام 2004 لحفظ الوقود النووي المستهلك. الوقود النووي المستهلك يكون شديد الإشعاع ويحتاج إلى الحفظ بتعبئة كل 4 أو 7 وحدات وقود في صندوق سميك الجدران من الفولاذ ومغلق بإحكام. كمية الوقود المستهلك الموجودة تقدر بنحو 2250 طن. المخزن المؤقت المبني للتخزين يمكن أن يحوي 192 من تلك الصناديق الكبيرة وبدأ تشغيله في عام 2006.

تكلف بناء المخزن المؤقت 30 مليون يورو. ويتكون المخزن من صالة كبيرة طولها 104 متر وعرضها 38 متر وارتفعها 18 متر، وانتهي من تشييدها كبناء في عام 2005 . وبعد تشييد المبنى بدأ بناء نظام التهوية والأجهزة الكهربائية وأجهزة التدفئة أو التبريد والروافع التي تسمح بحمل صناديق الوقود التي يزن الواحد منها نحو 100 طن. وانتهي من تلك الأعمال وافتتح المخزن المؤقت في 25 أغسطس 2006 بإدخال أول صندوق يحمل وحدات وقود مستهلكة من المفاعل.
الصندوق الفولاذي الذي يحمل 4 طن من الوقود المستهلك يزن 100 طن بسبب ضخامته وسمك جدرانه الكبير لحماية انتشار الإشعاعات منه، بالإضافة إلى ذلك يكون مغلقا بأحكام بواسطة غطاءين سميكين متتاليين لمنع تسرب غازات مشعة منه. الصندوق الفولاذي يحمي نفسه بنفسه، فهو يستطيع تحمل اصطدام طائرة نفاثة من دون أن يتسرب منه نفاية مشعة. هذا النظام في التخزين مُعطى بتصريح من الجهات الرسمية في بافاريا التي تقوم بالرقابة سنويا.
جدران المخزن من الخرسانة المسلحة سمك بين 70 - 120 سنتيمتر، وهي أرق من جدران مخزن مؤقت آخر، مخزن بروكدورف ZL Brokdorf في شمال ألمانيا، فكل جدرانه سمك 120 سنتيمتر. وبالإضافة إلى ذلك فله بوابتين تزن كل منهما 50 طن بغرض حجب وخفض الإشعاع خارج المبنى. وأما سقف المخزن فهو بسمك 55 سنتيمتر من الخرسانة المسلحة، وهذا أقل من سمك سقف مخزن بروكدورف الذي يصل سمك سقفه 130 سنتيمتر. كل هذا تصمصم مبني على حماية ما في المخزن من صناديق معبأة بوقود نووي مستهلك شديد الإشعاع عند سقوط طائرة نفاثة على المخزن - على الرغم من أن الصندوق نفسه يستطيع تحمل مثل تلك الاصطدامات.

## أحداث
في صباح يوم 6 يناير 2008 أغلق تشغيل مفاعل بي احطياطيا بسبب انخفاض مفاجيء بنسبة 3% في الطاقة الناتجة. واتضح بعد ذلك أن أحد أنابيب الضغط المنخفض به تسريب يتسبب في أنخفاض يقدر بـ 40 ميجاوات طاقة كهربائية. العطل كان لحام غير محكم في أنبوب يسير في البخار إلى مكثف للبخار مباشرة، من دون المرور بالتوربين. لهذ أغلق تشغيل المفاعل. وفي يوم 8 يناير عولج لحام الأنبوب. كان انخفاض أداء التوربين لا يعني أي تهديد أو ضرر لسلامة الأجهزة ولا لسلامة المنطقة المجاورة للمفاعل. مثل هذا الحادث لا يلزم الإعلان عنه طبقا للمقياس الدولي للحوادث النووية INES . وبدأ تشغيل المفاعل ثانيا يوم 12 يناير.
خلال عام 2007 أخطرت الجهة الرسمية للرقابة عن 9 أحداث (5 أحداث وقعت في الوحدة بي و 4 أحداث وقعت في الوحدة سي). كل تلك الأحداث قدرت بأنها «لا تعني شيئا بالنسبة للسلامة». فكانت التسريبات الأشعاعية في جميع الحالات أقل من الحد المسموح به، وهذا كان البيان الذي أصدرته الجهة الرقابية في الصحف في عام 2008.
عدد الأحداث في الأعوام 2006 حتى 2011 وتقييمها طبقا للمقياس الدولي للحوادث النووية INES :
| INES أحداث          | 2011 | 2010 | 2009 | 2008 | 2007 | 2006 |
| ------------------- | ---- | ---- | ---- | ---- | ---- | ---- |
| INES 0 غوندريمنغن B | 4    | 4    | 1    | 3    | 5    | 5    |
| INES 0 غوندريمنغن C | 3    | 1    | 3    | 4    | 4    | 5    |
| INES 1 غوندريمنغن B | 0    | 0    | 0    | 0    | 0    | 0    |
| INES 1 غوندريمنغن C | 0    | 0    | 0    | 0    | 0    | 0    |

## معرض صور

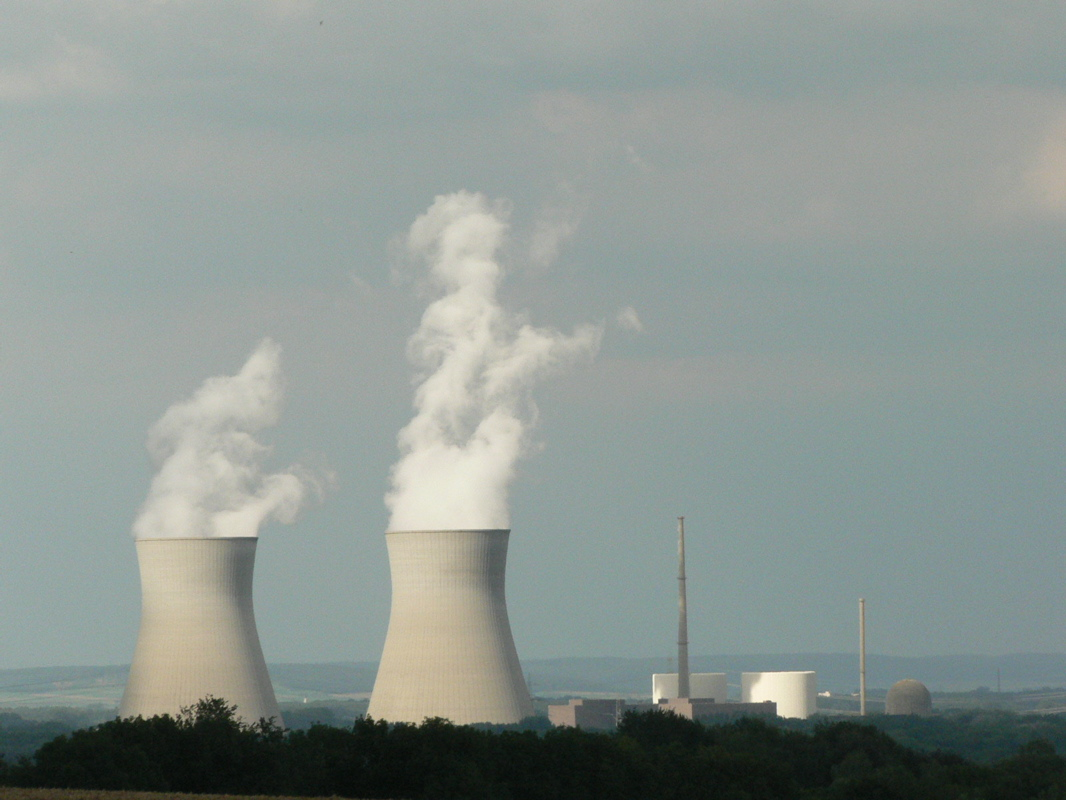
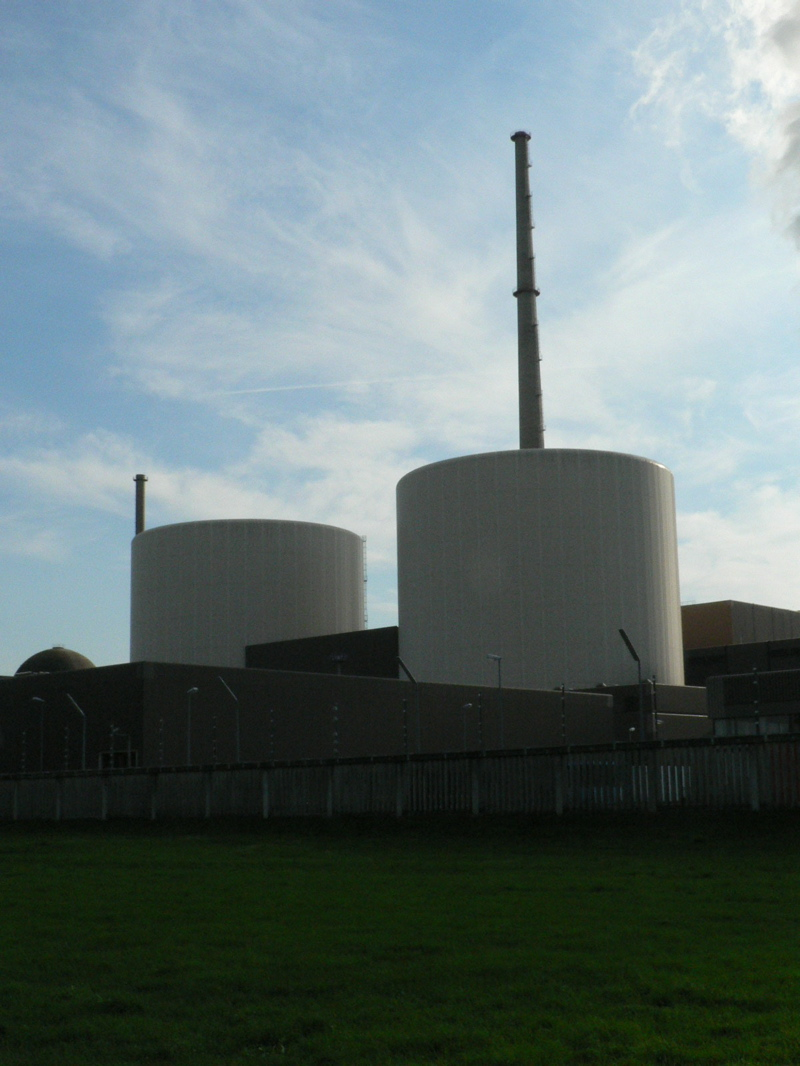
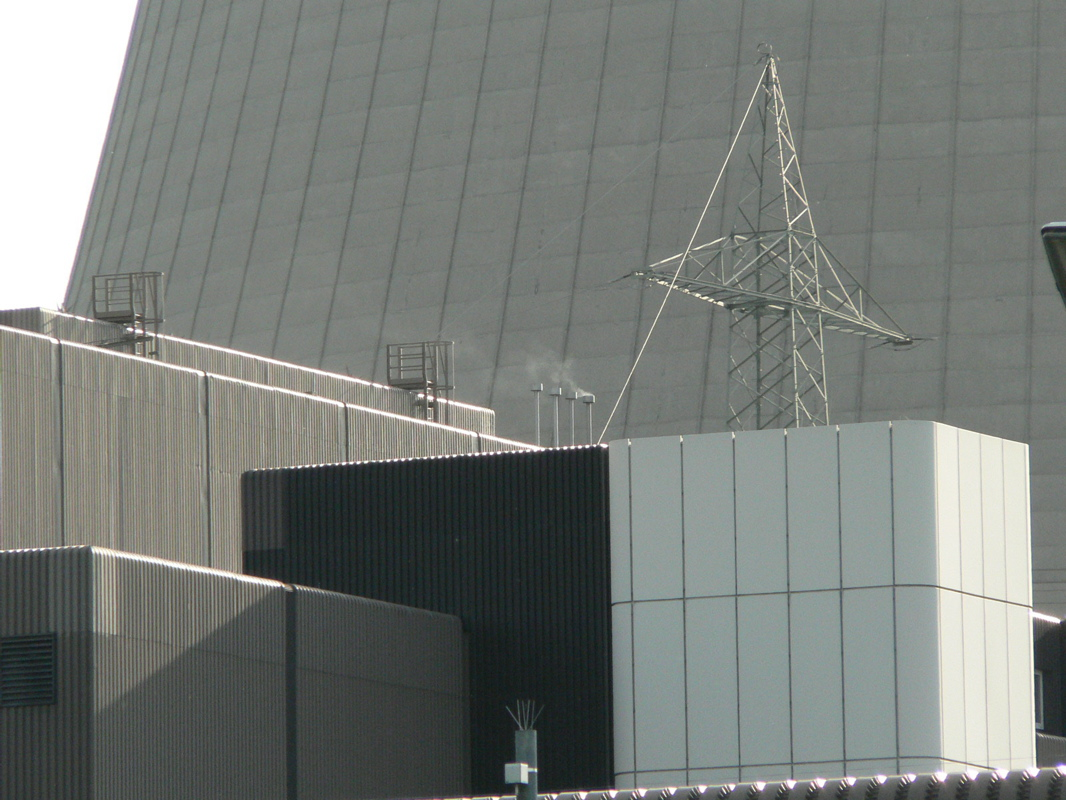

## اقرأ أيضا
- مفاعل نووي
- مفاعل الماء المضغوط
- مفاعل الماء المغلي